# 자크 들로르
자크 뤼시앵 장 들로르(프랑스어: Jacques Lucien Jean Delors, 1925년 7월 20일 ~ 2023년 12월 27일)는 프랑스의 경제학자이자 사회당 정치인이다.

## 프랑스 정치
파리에서 출생한 그는 1940년대부터 1960년대까지 프랑스 은행의 여러직과 국가 계획에 일하였다. 프랑스 기독교 근로자 동맹의 단원으로서 그 환속과 프랑스 노동 민주 동맹의 설립에 참여하였다. 1969년에는 드골주의 총리 자크 샤방-들마의 고문이 되었다.
1974년 다른 좌파 기독당원들과 함께 프랑스 사회당에 입당하였다. 그는 드물던 솔직한 종교적인 당원들 중의 하나였으며, 그 다년간의 비종교적 전통에 도전하였다. 1979년부터 1981년까지 유럽 의회에 근무하였다. 프랑수아 미테랑 대통령 정권 아래에서 경제·재무부(1981-83), 경제·재무·예산부(1983-84) 장관을 지냈다. 그는 사회정치에서 중지, 시장경제의 명확한 수납, 유럽의 사회민주주의와 함께 제휴를 주창하였다. 미테랑은 들로르를 총리로 임명하는 아이디어와 함께 여러번 장남 삼았으나, 절대 그 일이 일어나지 않았다.

## 들로르 위원회

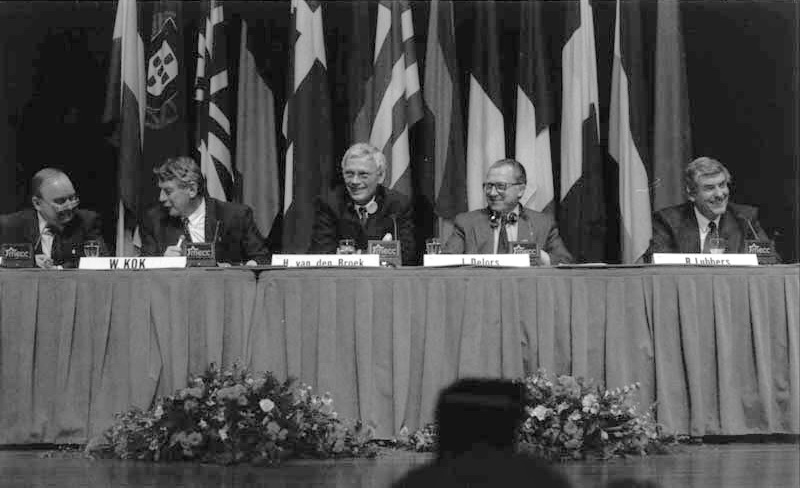
덴마크 재무장관 헤닝 크리스토페르센, 네덜란드 재무장관 빔 콕, 외무장관 한스 판 덴 브루크, 총리 뤼트 뤼버르스와 함께. 1991년 마스트리흐트에서 열린 유럽 평의회 이후 기자 회견을 통해 1992년 마스트리흐트 조약이 체결되었다.

1985년 1월 유럽 연합 집행위원회의 위원장이 되었다. 위원장으로 지내면서, 그는 중요한 예산 개혁과 1993년 1월 1일에 수행되었던 유럽 공동체 안에서 단독 시장의 소개를 위한 기초 원리를 놓는 정책을 감시하였다.
1988년 가을에 들로르는 영국 무역 연합 의회에서 유럽 공동체가 친노동 입법을 소개하는 데 정부들을 요구하려는 약속의 건의를 하였다. 마거릿 대처 총리는 브뤼셀에 의하여 사회주의 대책들이 다시 과해진 것만을 보는 데, 영국 국가의 새 분야에 자신이 물가에 인하하지 않았다고 밝힌 9월의 브뤼헤 연설에 응답하였다. 이 발달들은 1980년대 초반에 노동당이 영국이 유럽 공동체에 회원이 되는 데 반대하고, 해럴드 맥밀런과 에드워드 히스 같은 보수당원들이 호의를 가지면서, 영국 국내 정책에 중요 사항이었다. 대처 총리와 그녀의 성원자들이 더 나아가는 유럽 연방주의에 반대하면서 보수당원들 사이에 갈라지고 말았다.
1990년 11월 1일 대처 총리가 물러나기 조금 전에 들로르는 영국의 유럽 정책에 정면으로 맞섰다.

## 위원장 전후
들로르는 교육에 다년간 흥미를 가졌다. 1971년 프랑스 법률 제출권이 교육적인 직업 고용을 위한 재산들의 옆에 상사들을 요구하면서, 그는 또한 1993년부터 1996년까지 유네스코의 21세기 교육 위원회의 의장을 지내기도 하였다. 이 업무는 필생 배움의 강화에 중요한 영향을 주어, 유럽 필생 배움 표지 프로젝트는 물론 캐나다 합성적 배움 표시 양쪽을 위한 개념적 협회를 형성하는 데 지속적으로 일하였다.
1994년 프랑스 사회당원들이 들로르를 프랑스의 대통령 선거에 나가도록 시키는 시도하였으나, 들로르는 거부하였다. 1996년에는 파리 두뇌집단 노트르 유럽을 창립하여 그 회장들의 하나로 남아있다.
2010년 9월 15일 들로르는 유럽 연합의 연방화를 위한 노력에 활기를 되찾게 하는 스피넬리 그룹(Spinelli Group)을 성원하였다. 그는 사회당 정치인 마르틴 오브리의 아버지이다.
2023년 12월 27일 파리에서 98세의 나이로 사망하였다.

## 같이 보기
- 유럽 연합의 경제 통화 동맹